# Joan V de Portugal
Joan V de Portugal dit el Magnànim (Lisboa, 22 d'octubre de 1689 - ibídem 31 de juliol de 1750) fou príncep del Brasil (1689 – 1706) i rei de Portugal (1706 – 1750).

## Orígens
Va néixer a Lisboa el 22 d'octubre de 1689, fill segon de Pere II de Portugal i de la seva segona muller, Maria Sofia del Palatinat-Neuburg.
Atesa la mort del seu germà Joan un any abans, l'1 de desembre de 1697 va ser proclamat príncep hereu en un acte solemne a la cort.

## Regnat
Joan V va accedir al tron als 17 anys i va ser proclamat rei l'1 de gener de 1707.

### Guerra de Successió
Heretà del seu pare la participació en la Guerra de Successió Espanyola (1701-1714). Joan V va estrènyer la seva adhesió a la Gran Aliança, amb la Gran Bretanya i Àustria, a més de casar-se amb Maria Anna d'Àustria, filla de l'emperador Leopold I. Durant el conflicte, les tropes portugueses van unir-se a les britàniques comandades pel comte de Galway, i van avançar fins a assetjar la ciutat de València, però les tropes de Felip V, comandades pel duc de Berwick els va vèncer a la batalla d'Almansa (1707). Així mateix, Joan V hagué de fer tornar les seves tropes a Portugal a causa de la invasió castellana. Malgrat els intents de França que Portugal es retirés de la contesa, el rei va mantenir-se fidel a l'aliança. Amb tot, la sèrie de campanyes desastroses, la poca protecció que van oferir els aliats a les costes portugueses, l'atac francès a Rio de Janeiro (1710), i l'inici de les negociacions dels anglesos amb els francesos, van fer que Joan V es decidís a signar l'armistici amb França a Utrecht (1713) i retirés les tropes que li quedaven a Catalunya, i el 1715 la va signar amb Espanya. Després d'aquest conflicte, el seu llarg regnat, a excepció d'una breu campanya contra els turcs, el país va gaudir d'una pau duradora.

### Govern absolutista
Gràcies a la riquesa generada de l'or i els diamants del Brasil, colònia de Portugal, la Corona va deixar de dependre financerament de les Corts i, de retruc, va veure augmentat de forma substancial el seu poder, convertint-lo en un rei absolutista. La meitat de cada tona que s'extreia de les mines corresponia a la corona, i l'altra es dividia entre els propietaris i l'administració.
El seu regnat va ser molt personalista, tot i que inicialment es va recolzar en l'estament nobiliari, el resultat de la Guerra de Successió va fer que deixés de banda el Consell d'Estat i s'incrementés l'ús de les secretaries d'Estat, a més d'augmentar l'aparell burocràtic i afavorir les elits intel·lectuals. A més, el rei, profundament religiós, va posar cardenals i altres religiosos com a ministres, a l'estil francès. A causa de la seva política centralista, Joan V va haver d'enfrontar-se a l'oposició de diverses famílies nobles i d'influents membres del clergat. El rei va arribar a construir-se el Palau de Mafra a l'estil de Versalles. Encara que per a Joan el rei Lluís XIV de França era un model a seguir, mai va intentar arribar a l'esplendor de la cort francesa.
Joan V va utilitzar part del seu tresor reial a desenvolupar la feble economia portuguesa, va donar suport a les arts i els intel·lectuals i va intentar que el seu regne recuperés el prestigi entre els seus veïns europeus. La seva política exterior va seguir dues regles simples i inalterables: la neutralitat política en els conflictes europeus i les constants negociacions amb els Estats Pontificis per a intentar obtenir el reconeixement del poder legal del monarca. Aquestes negociacions amb el Vaticà van acabar amb el reconeixement per part del Papa Benet XIV de Portugal com un estat sobirà el 1748, així com el títol de el rei més piadós.

### Darrers anys
El 10 de maig de 1742 el monarca va patir un greu atac que el va deixar paralític del costat esquerre del cos i de les cames. En veure que es trobava en un estat delicat de salut, els darrers anys es va dedicar a actes devots, temorós que li pogués sobrevenir la mort en qualsevol moment. Els clergues van augmentar el seu fervor religiós, mentre que els metges li van recomanar que prengués banys a les aigües de Caldas da Rainha, un consell que va seguir i que va acompanyar d'exercicis i oracions. En total va fer tres viatges a Caldas, sempre acompanyat de frares i monges. Les seves mesures econòmiques, molt impopulars entre la noblesa, van resultar ineficaces, i els temes públics depenien tant de Joan V que van acabar sent inoperants.
El juliol de 1750, la salut del rei es va deteriorar considerablement, es van cridar a diversos religiosos per pregar pel rei i el nunci va administrar-li l'extrema unció. El rei va morir a la capital portuguesa el 31 de juliol i va ser succeït per l'infant Josep I de Portugal.